# Валлисский диалект
Валлисский диалект или вальзерский диалект (нем. Walliserdeutsch, Walserdeutsch, алем. нем. Wallisertiitsch) — один из горноалеманнских диалектов немецкого языка, употребляемый в кантоне Валлис (Вале) (где чаще именуется как Walliserdeutsch: валлисский) и в некоторых других районах Швейцарии, Австрии, Лихтенштейна и Италии, где обобщённо именуется как Walserdeutsch: вальзерский, однако, несмотря на изолированность друг от друга (в том числе государственными границами), эти разрозненные группы распространения диалекта не имеют больших лингвистических различий для их разграничения.
Причём больше различий наблюдается между районами распространения валлиского диалекта внутри немецкоговорящей среды самой Швейцарии (например, между валлисским диалектом в кантоне Валлис (Вале), с одной стороны, и вальзерским диалектом в кантоне Граубюнден, Лихтенштейне и австрийском Форарльберге, с другой), чем между валлисским диалектом в кантоне Валлис (Вале) и вальзерским диалектом вальзерцев в Италии.
Общее число носителей языка — около 22 780 человек. Основное число носителей проживает в Швейцарии, 3400 в Италии, 1300 в Лихтенштейне и 8080 человек в Австрии.

## Распространение
- Швейцария
  - кантон Валлис (Вале): восточная часть
  - кантон Тичино (Тессин): северо-западная часть: община Боско Гурин (Bosco/Gurin[нем.] в округе Валлемаджа)
  - кантон Граубюнден (Оберзаксен, Вальс, Зафиенталь (Safiental[нем.]), Райнвальд (Rheinwald[нем.]), Аверс, Муттен, Давос, Преттигау (Prättigau))
- Италия
  - автономный регион Валле д'Аоста: Грессоне-Ла-Трините (вальз. Greschòney Oberteil), Грессоне-Сен-Жан (вальз. Greschòney Onderteil òn Méttelteil), Иссим (вальз. Eischeme)
  - регион Пьемонт:
  - * провинция Верчелли: Аланья-Вальсезия (вальз. Lannja или Im Land, ит. Alagna Valsesia), Римелла (вальз. Rémmalju), Рива-Вальдоббия (вальз. Rifu)
  - * провинция Вербания-Кузьо-Оссола: Формацца (итал. Formazza, вальз. Pomatt), Макуньяга (итал. Macugnaga, вальз. Z Макана)
- Лихтенштейн
  - общины Тризенберг, Планкен[2]
- Австрия
  - федеральная земля Форарльберг: Дамюльс, Гросс-Вальзерталь, Кляйнвальзерталь (Kleinwalsertal[нем.]), район Таннберг (Tannberg[нем.]) с общинами Шрёккен, Лех, Варт
  - крайний северо-запад федеральной земли Тироль (район реки Лех): Штег или Лехляйтен (Steeg или Lechleiten),

## Соответствия между западным и восточным вариантами валисского диалекта
| Западный валисский | Восточный валисский                | Верхненемецкий | Перевод          |
| ------------------ | ---------------------------------- | -------------- | ---------------- |
| schweer            | schwäär                            | schwer         | трудный, тяжёлый |
| Chees              | Chääs                              | Käse           | сыр              |
| Scheeri            | Schääri                            | Schere         | ножницы          |
| Üüstag             | Langsi (ahd. Lengizi, neuhd. Lenz) | Frühling       | весна            |
| iisch              | insch (Goms)                       | uns            | нас              |
| liwwuu             | ghirme                             | ausruhen       | отдыхать         |
| wier geeh          | wiär gääh                          | wir gehen      | мы идём          |
| du                 | dü                                 | du             | ты               |